# Lamborghini LMA002
El Lamborghini LMA002 fue un prototipo de vehículo todoterreno diseñado y construido por Lamborghini. Fue un seguimiento del LM001 y fue presentado por primera vez en el Salón del Automóvil de Ginebra de 1982. 

## Desarrollo, diseño y características
Por fin viendo los problemas con sus diseños iniciales (el Cheetah y el LM001), Lamborghini decidió mover el motor al frente. Esto requirió un rediseño de todo el chasis. Esta fue también la primera vez que el motor V12 de 332 CV (248 kW) del Countach fue utilizado realmente en un vehículo todoterreno, lo cual le dio considerablemente más potencia que sus predecesores. El LMA002 podía alcanzar una velocidad máxima de 188 km/h. En el LMA002 el peso total fue aumentado hasta los 2600 kg. El movimiento del motor también liberó una gran cantidad de espacio en la parte trasera, lo cual permitió un interior con suficiente espacio para seis pasajeros más, todo en conjunto con los cuatro asientos instalados, así en total el LMA002 tenía espacio para 10 personas. 
El aumento de peso requirió un rediseño de la suspensión y la adición de dirección asistida. Fue utilizada una transmisión de cinco velocidades con un embrague hidráulico. Además, por primera vez las capacidades de la tracción a las cuatro ruedas podían ser apagadas, permitiéndole al vehículo convertirse sólo en un tracción trasera cuando se deseaba. Los paneles de la carrocería fueron todos muy rectos y planos para facilitar la adición de blindaje, y todo el techo era enrollable y las puertas podían ser quitadas. 
Sólo fue producido un único LMA002, pero después de muchas modificaciones y ajustes, el diseño fue decidido apto para la producción y se convirtió en el LM002.